# 자석

자석의 개념도

자석(磁石, 영어: Magnet) 또는 지남철(指南鐵)은 자성을 지닌 물체이다. 자연적으로는 자철석 등 일부 광석에서 발견되며 이를 천연자석이라고 한다. 또한 인공적으로 만들기도 한다. 천연자석이 풍부했던 마케도니아 지방의 마그네시아(Magnesia)의 이름이나 이오니아 지방의 마그네시아 시(the City of Magnesia)의 이름에서 유래했다는 주장이 있다. 이 지역에서는 플리니(Pliny)의 신화속에서 목자들이 가축들을 방목할 때 그들의 신발과 지팡이가 매우 빨리 닿는 현상이 나타났다고 한다. Magnet(자석)이란 이름은 플라톤에 의하면 그리스 시인인 에우리피데스(Euripides)가 이름을 붙였다고 한다. 이집트인들은 자석을 호루스(Horus)의 뼈라고도 불렸다고 한다.

## 구조
강자성체는 0.01mm 정도의 작은 자구로 이루어져 있고, 그 자구가 서로 다른 여러 방향을 이루기 때문에 전체적으로는 상쇄되어 자성을 띠지 않는다. 외부에서 자장이 걸리면 이 자구의 경계를 이루는 자벽(磁壁)이 움직여서 자장의 방향으로 향하는 자구가 커지고 반대쪽을 향해 있는 자구를 병합해서 자장의 방향으로 간추려진 자구만으로 바뀐다. 자벽의 이동은 결정 속의 극히 미세한 석출물이나 내부 의곡(歪曲) 등이 방해한다. 그래서 자벽의 이동에 대한 장해물이 많은 재료는 외부의 자장을 강하게 하지 않으면 자벽이 이동하지 않는다. 그 반면에 일단 자벽이 이동되고 나면 쉽사리 먼저의 상태로 되돌아가는 일도 없으므로, 외부 자장을 없애 버려도 잔류 자기가 강하게 남는다.

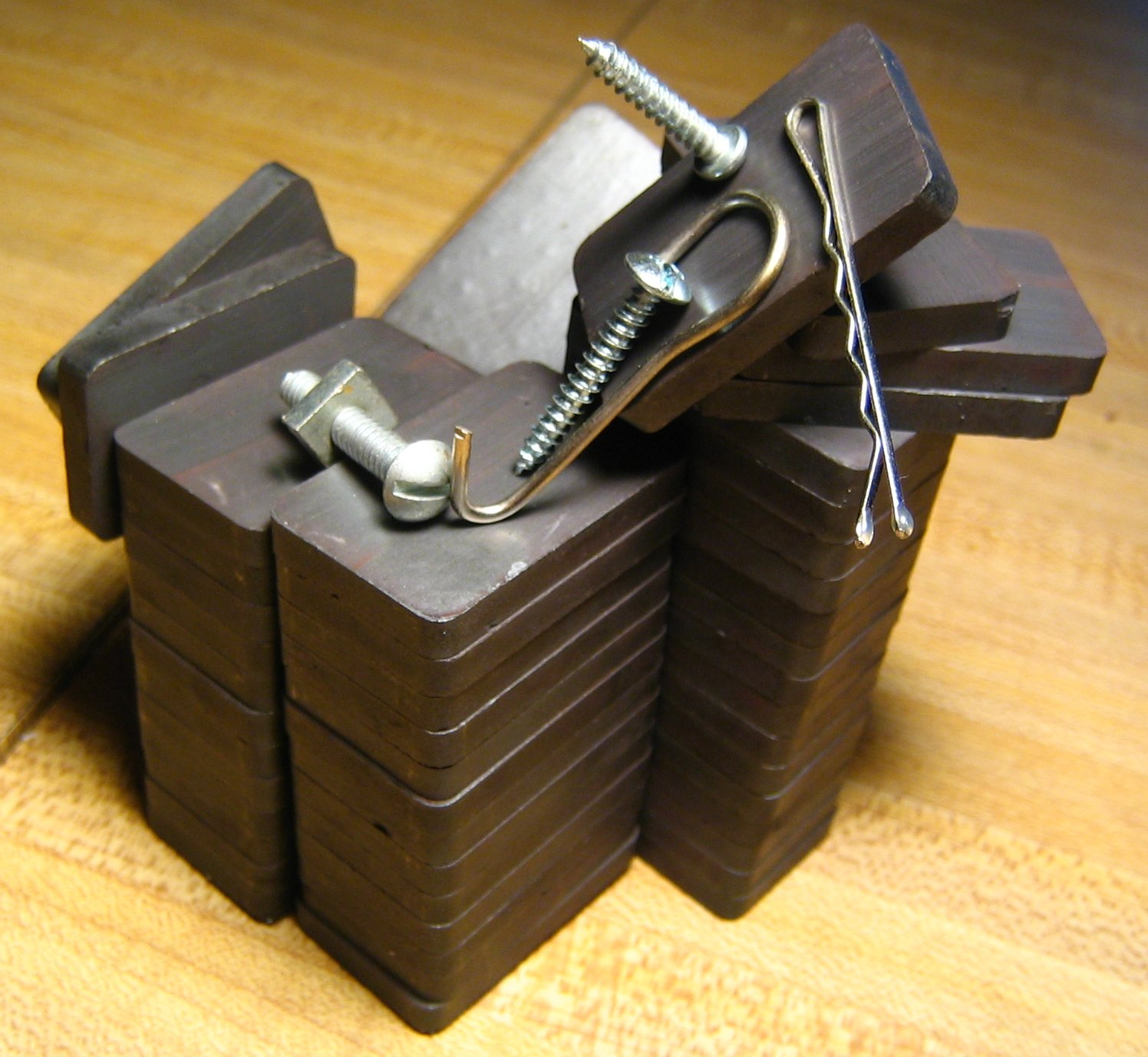
머리핀, 나사못, 볼트, 너트가 달라붙어 있다

## 재료
고탄소강을 열처리해 마르텐사이트 조직으로 만들고 강한 내부 의곡을 형성시킨 것과 이에 텅스텐이나 크롬을 첨가해서, 마텐자이트 조직에 탄화물의 미립자를 석출시킨 것 등이 이용되어 왔다. 오늘날 어린이 장난감 자석에는 크롬강이 쓰이고 있다. 고성능의 영구자석 재료로는 SK강·MK강·OP강 등은 모두 영구자석에 쓰기 위하여 특별히 고안된 자석강이다. MK강은 종래의 열처리경화형(熱處理硬化型)의 자석광과는 달리 석출경화에 의해 자벽 이동의 장해물을 형성하는 점에 특징이 있으며, OP강은 철과 코발트 산화물의 분말을 응고시킨 것으로서, 오늘날의 미립자 자석(페라이트자석 등)은 이에서 발전한 것이다. 스피커나 전기계기에 쓰이고 있는 영구자석의 대부분은 MK강의 개량형이며, 바륨·페라이트를 이용한 미립자 자석도 크게 발전하고 있다

## 자석의 사용
자석은 스피커, 나침반, 자기 디스크를 이용하는 플로피 디스크 및 하드 디스크, 자기 테이프를 이용하는 VHS 테이프 및 카세트 테이프 등 많은 제품에 사용되며, 공업적으로도 다양한 용도로 사용된다

## 영구자석 보관 방법
영구자석은 말 그대로 영구적인 자석이다. 그러나 이는 영구 자석의 보관을 잘했을 때이다.
영구자석은 아래와 같은 규칙을 지켜 주지 않으면 성질을 잃기 쉽거나 영구적으로 가지 못한다.
- 자석을 오랫동안 보관할 때 자석의 다른 극끼리 붙여 놓은 상태에서 저장한다. - 자석은 같은 극끼리 억지로 붙여 놓게 하면 그 성질이 오래 보존되지 못한다.
- 자석을 쇠붙이(철)와 붙여 놓은 상태에서 저장한다.
- 가열하거나 뜨거운 곳에 보관하여서는 안된다. - 자석은 열을 받으면 자성을 잃게 된다. 자성을 잃게 만들 수 있는 온도를 퀴리 온도라고 한다.
- 자석에 충격을 가하는 것은 피한다.  - 자석은 충격을 받아도 자성을 잃게 된다.
- 자석을 TV, 시계, 컴퓨터, 휴대폰, 의료기기, 카세트 테이프, 비디오 테이프, 신용카드 또는 체크카드에 가까이 하여서는 안된다. - 자기에 의해 기능 이상이 발생할 수 있다.

## 자석의 종류
자석의 종류는 사마륨 코발트, 스칸듐, 이트륨, 네오디뮴, 그리고 무엇보다 강한 초전도 전자석이 있다.

## 다른 형태의 자석
- 막대자석
- 말굽자석
- 페라이트자석
- 네오디뮴자석
- 고무자석 - 자석 가루에다가 고무를 섞어 만든 자석. 자성이 약하지만 여러 용도로 활용이 용이하다.
- 물자석 (자화수)

## 같이 보기
- 자기장